# Romberg (Musikerfamilie)
Romberg ist der Name einer verzweigten deutschen Musikerfamilie, die vor allem in Münster und Umgebung tätig war. 
Seit dem Eintritt des Klarinettisten Gerhard Heinrich Romberg 1771 in die Hofkapelle Münster bis zu ihrer Auflösung 1803 spielten häufig vier oder mehr Rombergs in diesem Orchester. Gerhard Heinrich Romberg und sein Bruder Bernhard Anton Romberg, der 1773 in die Hofkapelle eintrat, am Fagott wurden häufig als „Die älteren Brüder Romberg“ bezeichnet.

Heutzutage sind die bekanntesten Vertreter der Familie die Cousins Andreas Romberg (Violinvirtuose und Komponist) und Bernhard Romberg (Cellovirtuose und Komponist), die unter dem falschen Titel „Die jüngeren Brüder Romberg“ schon in jungen Jahren gemeinsam Konzertreisen durch Europa unternahmen. Beide waren gute Bekannte Ludwig van Beethovens und Louis Spohrs.

## Familienmitglieder
- Balthasar Johannes Romberg (1710 oder 1721–1784) – Soldat, später Regimentstambour
  - Bernhard Anton Romberg (1742–1814) – Fagottist
    - Bernhard Heinrich Romberg (1767–1841) – bedeutender Cellist und Komponist
      - Bernhardine Antoinette Katharina (1803–1878) – Sängerin
      - Karl Romberg (1811–1897) – Cellist und Schüler seines Vaters

    - Anton Romberg (1771–1842) – Fagottist
    - Maria Angelika Franziska Romberg (1775–1866) – Sopranistin

  - Gerhard Heinrich Romberg (1745–1819) – Klarinettist und Dirigent 
    - Andreas Jakob Romberg (1767–1821) – Violinist und wohl bedeutendster Komponist der Familie
      - Heinrich Maria Romberg (1802–1859) – Konzertmeister und Dirigent
      - Cyprian Friedrich Marianne Romberg (1807–1865) – Cellist und Schüler von Bernhard Heinrich Romberg

    - Johann Balthasar Romberg (1774–1793), Cellist
    - Maria Theresia Franziska Romberg (1778–1847) – Altistin